# Coppa di Slovacchia (calcio a 5)
La Coppa di Slovacchia (in slovacco Slovenský Pohár) è una competizione calcettistica riservata a squadre maschili affiliate alla Federazione calcistica della Slovacchia, ente organizzatore della manifestazione. È il secondo torneo di calcio a 5 per importanza in Slovacchia dopo la massima divisione del campionato nazionale.

## Storia
Partecipano alla Coppa le squadre iscritte ai primi due livelli del campionato nazionale. La Slov-Matic FOFO detiene il primato di edizioni vinte (12, consecutivamente). A partire dal 2016, e per sei anni, la competizione non venne più organizzata, venendo reintrodotta nella stagione 2022-2023.

## Albo d'oro
- 1995-1996:  Celtic Izolex Košice (1)
- 1996-1997:  Program Dubnica (1)
- 1997-1998:  Program Dubnica (2)
- 1998-1999:  Diamont Selce (1)
- 1999-2000:  Mäsomax Nitra (1)
- 2000-2001:  TTR Košice (1)
- 2001-2002:  Program Dubnica (3)
- 2002-2003:  HFC Lučenec (1)
- 2003-2004:  Incar Nitra (1)
- 2004-2005:  Slov-Matic FOFO (1)

- 2005-2006:  Slov-Matic FOFO (2)
- 2006-2007:  Slov-Matic FOFO (3)
- 2007-2008:  Slov-Matic FOFO (4)
- 2008-2009:  Slov-Matic FOFO (5)
- 2009-2010:  Slov-Matic FOFO (6)
- 2010-2011:  Slov-Matic FOFO (7)
- 2011-2012:  Slov-Matic FOFO (8)
- 2012-2013:  Slov-Matic FOFO (9)
- 2013-2014:  Slov-Matic FOFO (10)
- 2014-2015:  Slov-Matic FOFO (11)

- 2015-2016:  Slov-Matic FOFO (12)
- 2016-2022: non disputata
- 2022-2023:  Lučenec (1)
- 2023-2024:  Lučenec (2)
- 2024-2025:  Levice (1)